# Adventures of Superman
Adventures of Superman je americký akční sci-fi televizní seriál natočený na námět superhrdinského komiksu o Supermanovi. Premiérově byl v syndikaci vysílán v letech 1952–1958. V šesti řadách vzniklo celkem 104 dílů s délkou přibližně 25 minut. První dvě série po 26 epizodách jsou černobílé, zbylé čtyři, každá se třinácti díly, byly natočeny v barvě, nicméně při prvním vysílání byly uvedeny monochromaticky. Součástí seriálu je také pilotní film Superman and the Mole Men, který byl v roce 1951 promítán v kinech a který byl pro potřeby televize upraven do podoby dvoudílné epizody „The Unknown People“ (díly č. 25 a 26 v první řadě). Několik vybraných dílů seriálu bylo v letech 1987 a 1988 vydáno na LD a VHS. DVD edice celého seriálu vyšla v letech 2005–2006.
Na přelomu 50. a 60. let 20. století byly natočeny pilotní díly ke dvěma odvozeným seriálům: The Adventures of Superpup a The Adventures of Superboy. Oba projekty však byly zrušeny.

## Příběh
Superman, jehož ztvárnil George Reeves, bojuje ve fiktivním městě Metropolis s různými podvodníky, gangstery a dalšími zločinci, zatímco v běžném životě si udržuje identitu Clarka Kenta, reportéra novin Daily Planet, které vede šéfredaktor Perry White. Kentovi kolegové, reportérka Lois Lane a začínající reportér a fotograf Jimmy Olsen, se často ocitají v nebezpečných situacích, které musí Superman vyřešit.

## Obsazení
- George Reeves jako Clark Kent / Superman
- Phyllis Coates jako Lois Lane (1. řada)
- Noel Neill jako Lois Lane (2.–6. řada)
- Jack Larson jako Jimmy Olsen
- John Hamilton jako Perry White
- Robert Shayne jako inspektor Henderson